# True Memoirs of an International Assassin
True Memoirs of an International Assassin är en amerikansk actionkomedifilm från 2016 i regi av Jeff Wadlow, från ett manus skrivet av honom och Jeff Morris. I huvudrollerna syns Kevin James, Zulay Henao, Andy García, Maurice Compte, Kelen Coleman, Andrew Howard och Rob Riggle. Filmen släpptes för premiär på streamingtjänsten Netflix den 11 november 2016.

## Handling
Sam Larson är en ensamvarg till författare, som försöker få sin lönnmördarroman, Memoirs of an International Assassin, publicerad av det bokförlag som han har valt att samarbeta med. När detta bokförlag sedan marknadsför hans bok som en självbiografi, så blir han helt plötsligt tvångsrekryterad till en dödlig politisk komplott, detta i det sydamerikanska landet Venezuela.

## Rollista
| Kevin James        | – Sam Larson/"The Ghost" |
| Zulay Henao        | – Rosa Bolivar           |
| Andy García        | – El Toro                |
| Maurice Compte     | – Juan                   |
| Kelen Coleman      | – Kylie Applebaum        |
| Andrew Howard      | – Anton Masovich         |
| Ron Rifkin         | – Amos/The Ghost         |
| Rob Riggle         | – William Cobb           |
| Leonard Earl Howze | – Michael Cleveland      |
| Yul Vazquez        | – General Ruiz           |
| Kim Coates         | – President Cueto        |
| P.J. Byrne         | – Trent                  |
| Emilie Ullerup     | – Stephanie              |
| Lauren Shaw        | – Sabine                 |
| Jeff Chase         | – Roche                  |
| Katie Couric       | – Sig själv              |